# Nadezjda (Bulgarije)
Nadezjda (Bulgaars: 'Надежда', hetgeen hoop betekent) is een van de 24 districten van Sofia. Op 1 februari 2011 telde het district 67.905 inwoners.  Het district Nadezhda bestaat uit negen woonwijken: Nadezjda I, II, III en IV, Tolstoj, Svoboda, Triagalnika, Ilijantsi en Trebitsj. 
De Bulgaren waren met 60.240 personen, oftewel 97,3% van alle respondenten op de optionele volkstelling van 2011, de grootste bevolkingsgroep. Verder werden er 314 Bulgaarse Turken (0,5%) en 312 Roma (0,5%) geregistreerd. Bovendien wonen in de wijken Tolstoj, Svoboda en Nadezjda grote aantallen Chinese immigranten. 

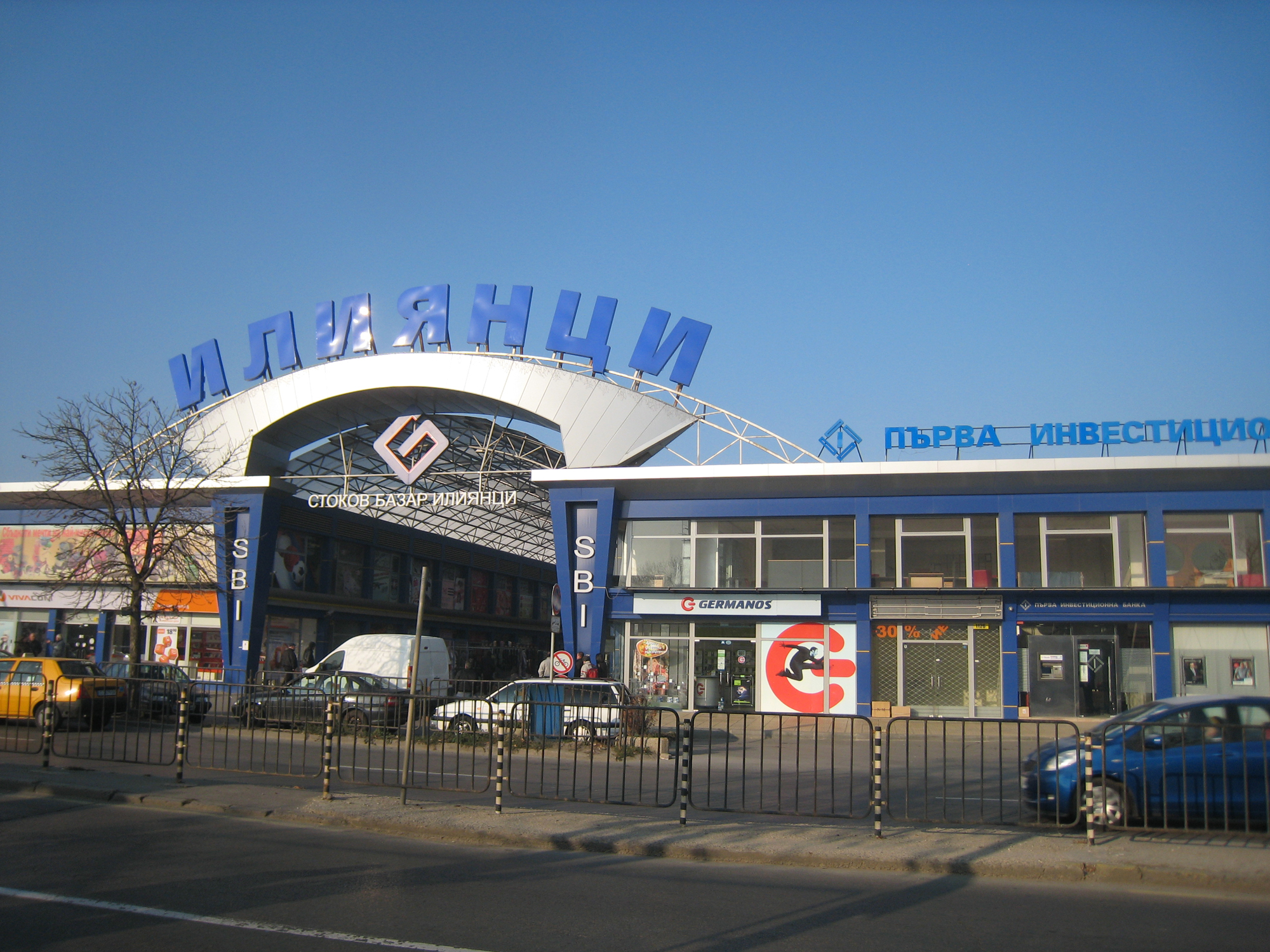
De markt in de wijk Ilijantsi